# Тома, Бенжамен
Бенжамен Тома (фр. Benjamin Thomas; род. 12 сентября 1995 в Лаворе, департамент Тарн, Франция) — французский профессиональный трековый и шоссейный велогонщик, выступающий за команду мирового тура «Cofidis, Solutions Crédits». Олимпийский чемпион 2024 года в омниуме, многократный чемпион мира и Европы на треке в разных дисциплинах.

## Достижения

### Трек
2016
Чемпионат Европы
1-й  Чемпион Европы — Командная гонка преследования
2-й  — Мэдисон (вместе с Морганом Кнески)
3-й  — Омниум
2-й  Чемпионат мира — Мэдисон (вместе с Морганом Кнески)
2017
Чемпионат мира
1-й  Чемпион мира — Мэдисон
1-й  Чемпион мира — Омниум
Чемпионат Европы
1-й  Чемпион Европы — Мэдисон (вместе с Флорианом Майтре)
1-й  Чемпион Европы — Командная гонка преследования
3-й  — Омниум
Кубок мира
1-й  Омниум — Манчестер
2-й  Мэдисон — Манчестер
3-й  Командная гонка преследования — Манчестер

### Шоссе
2017
1-й — Этап 3 Четыре дня Дюнкерка
3-й — Тур Валлонии — Генеральная классификация
1-й  — Молодёжная классификация
1-й — Этап 1
4-й — Тур Пуату — Шаранты — Генеральная классификация
4-й — Гран-при Пино Черами
4-й — Тур Лимбурга
9-й — Букль де л’Он
2018
1-й  Этуаль де Бессеж — Молодёжная классификация